# Eptabromuro di fosforo
L'eptabromuro di fosforo è un composto inorganico del fosforo e del bromo con formula PBr7 ed è uno dei bromuri del fosforo.  L'eptabromuro di fosforo può essere preparato per sublimazione di una miscela di pentabromuro di fosforo e bromo.
{\displaystyle {\ce {PBr5\ +\ Br2->PBr7}}}

## Caratteristiche
In condizioni normali, forma cristalli prismatici rossi; sono molto igroscopici e tendono a perdere il bromo se no tenuti in soluzione o sigillati in provette. La struttura consiste in un catione PBr4+ accoppiato con un anione tribromuro (Br3–), e il tribromuro è asimmetrico. Possiede struttura ortorombica; il suo gruppo spaziale è Pnma (gruppo n°64) con costanti di reticolo a=9,35 Å, b=7,94 Å e c=14,69 Å.